# 亢宿增二
室女座95，又名BD-08 3697，HD 123255、SAO 139736、HR 5290，是室女座的一颗恒星，视星等为5.46，位于銀經332.12，銀緯49.24，其B1900.0坐标为赤經14h 1m 25.4s，赤緯-8° 49.24′ 11″。